# Anything for Love (Linda Kvam)
Anything for Love è il secondo album in studio della cantante norvegese Linda Kvam, pubblicato il 30 settembre 2010 su etichetta discografica BareBra Musikk.

## Tracce
1. Hard to Handle – 4:36
2. Maybe – 2:59
3. Anything for Love – 3:30
4. Faith in You (con Tore Andersen) – 4:51
5. Revolution Baby – 4:52
6. Prove You Right – 4:01
7. Bored Beyond Belief – 3:39
8. William's Song – 4:13
9. I Remember Jane – 3:28
10. Hurry Up – 4:26
11. Leave Me – 5:29

## Classifiche
| Classifica (2010) | Posizione massima |
| ----------------- | ----------------- |
| Norvegia          | 28                |